# 1964年女子バスケットボール世界選手権
1964年女子バスケットボール世界選手権は、1964年にペルーのリマで開催された女子バスケットボールの国際大会である。
日本がこの大会で世界選手権初出場を果たした。ソ連が連覇を達成。

## 最終成績
| 1964年世界選手権 優勝国: |
| ------------------------ |
| ソビエト連邦             |

| 順位 | 国               |
| ---- | ---------------- |
| 2    | チェコスロバキア |
| 3    | ブルガリア       |
| 4    | アメリカ合衆国   |
| 5    | ブラジル         |
| 6    | ユーゴスラビア   |
| 7    | ペルー           |
| 8    | 韓国             |
| 9    | 日本             |
| 10   | フランス         |
| 11   | チリ             |
| 12   | パラグアイ       |
| 13   | アルゼンチン     |